# Dritte Portugiesische Republik
Unter der dritten Republik versteht man in der portugiesischen Geschichtsschreibung die Zeit seit der Nelkenrevolution 1974 bis heute. Als erste Republik gilt die Zeit von der Abschaffung der Monarchie 1910 bis zum Militärputsch des Generals Gomes da Costa 1926, die zweite Republik bezeichnet den autoritären Estado Novo (1933–1974).

## 1926–1974: Vorgeschichte

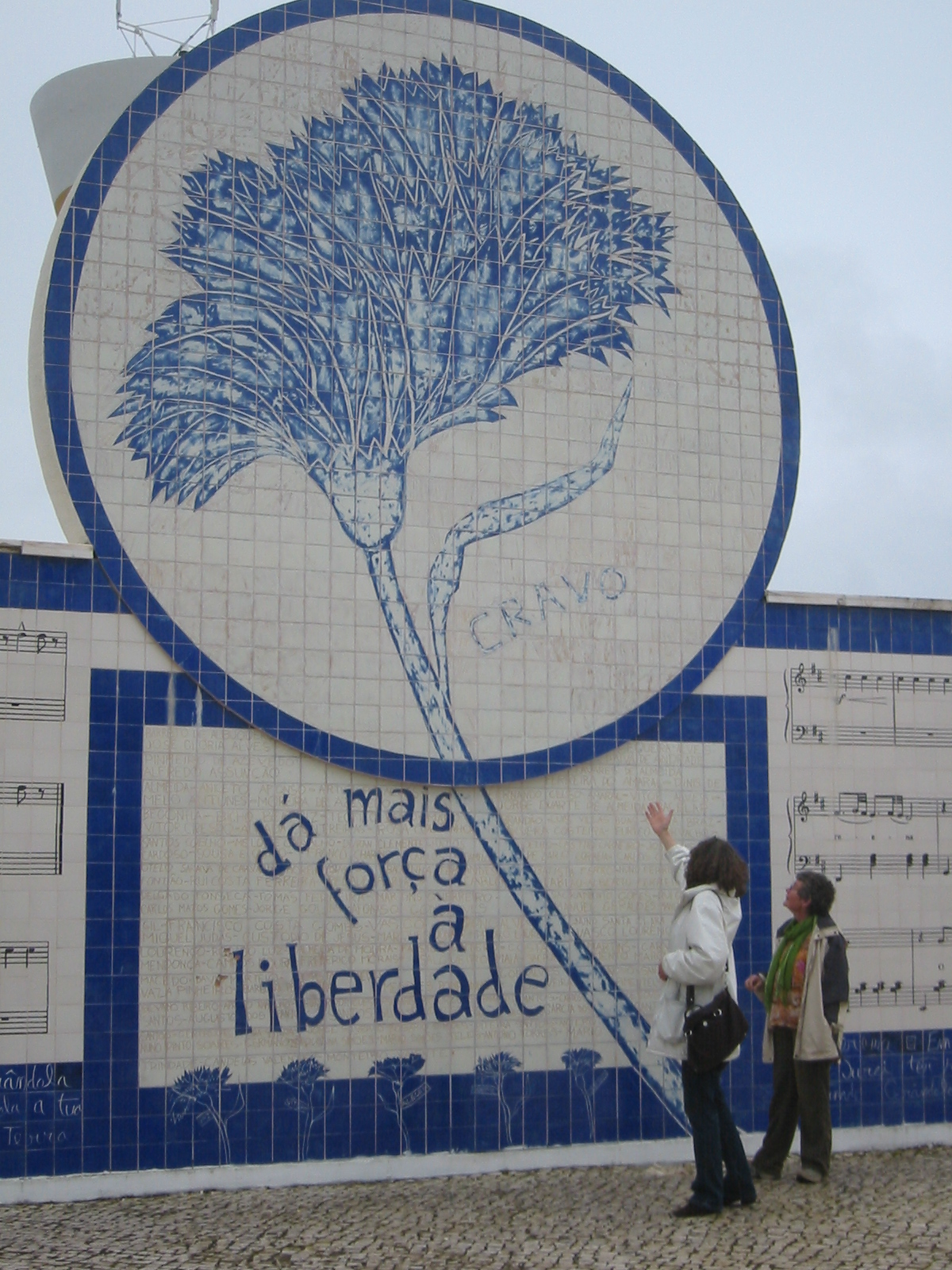
Die Nelke, das Symbol der Revolution, mit der in Portugal die Dritte Republik begann

In Portugal hatte sich nach dem Scheitern der ersten portugiesischen Republik 1926 nach einem Militärputsch ein zunehmend autoritärer Ständestaat mit faschistoiden Zügen, der Estado Novo (Neuer Staat), etabliert. Er wurde zunächst von seinem Schöpfer, Ministerpräsident Salazar, geführt. Ihm folgte, da er ab 1968 aus gesundheitlichen Gründen nicht mehr regierungsfähig war, Marcelo Caetano nach. Als sich der Estado Novo zusehends in innenpolitische Probleme und Widersprüche und außenpolitisch in einen nicht zu gewinnenden Kolonialkrieg mit den nach Unabhängigkeit strebenden portugiesischen Kolonien in Afrika verstrickte, wurde die Regierung Caetano 1974 bei einem weitgehend unblutigen Putsch junger Offiziere gestürzt. Mit ihnen solidarisierten sich große Teile der Bevölkerung. Dieser Aufstand ging als Nelkenrevolution (portugiesisch: Revolução dos Cravos oder einfach 25 de Abril) in die portugiesische Geschichte ein und bildete den Anfang der dritten Republik.

## 1974–1976: Gruppierungen unmittelbar nach der Nelkenrevolution
Die Tage unmittelbar nach der Nelkenrevolution waren zunächst einmal Tage des Feierns. Es überwog die Freude, dass die Diktatur nach 48 Jahren weitgehend unblutig gestürzt worden war. Namhafte Exilpolitiker kehrten nach Portugal zurück (Álvaro Cunhal, Mário Soares), die Großkundgebung zum ersten Mai wurde zu einem eindrucksvollen Zeugnis für die wiedergewonnenen Freiheiten.
Es zeigte sich aber schon bald, dass die Träger der Revolution vor allem von der gemeinsamen Gegnerschaft gegen das alte System zusammengehalten wurden. Da dieses System nun gefallen war, wurden die Unterschiede zwischen den Ansichten der neuen Machthaber offensichtlich. Die Revolution war besonders von einer Gruppe junger Offiziere getragen worden, dem Movimento das Forças Armadas (MFA), der Bewegung der Streitkräfte. Schon innerhalb dieser Gruppe gab es unterschiedliche politische Strömungen. Während der radikalere Flügel, angeführt von Hauptmann Otelo Saraiva de Carvalho, den Weg in einen radikalen Sozialismus gehen wollte, bildete sich ein gemäßigterer Flügel unter Ernesto Melo Antunes. Zur Sicherung seines Aufstandes suchte der MFA zusätzlich die Unterstützung von konservativen Teilen der Armee, repräsentiert durch den ehemaligen Oberkommandierenden General Francisco da Costa Gomes und seinen Stellvertreter General António de Spínola. Beide waren noch kurz vor der Nelkenrevolution von der Regierung Caetano wegen Kritik an der Regierungspolitik entlassen worden.
Es bildeten sich so drei große Gruppen, wobei alle drei Strömungen sowohl im Militär als auch in der Zivilgesellschaft ihre Anhänger hatten:
- die Konservativen: Innerhalb der Armee wurde diese Gruppe von Costa Gomes, Spínola und innerhalb des MFA von Melo Antunes geführt. Der Monokelträger Spínola war dabei geradezu die Personifizierung konservativer Ideen. Innerhalb der Zivilgesellschaft bestand diese Gruppe vor allem aus Politikern, die sich bereits während des Estado Novo innerhalb der damals bestehenden Einheitspartei, der ANP, politisch engagierten hatten, dort eine Gruppe bildeten, die sich für vorsichtige Reformen aussprach und sich nach der Nelkenrevolution, als sie sahen, dass das Ancien Régime nicht reformierbar war, auf die Seite der Gegner desselben geschlagen hatten. Vertreter dieser Gruppe waren z. B. die späteren Ministerpräsidenten Francisco Sá Carneiro und Francisco Pinto Balsemão;
- die gemäßigten Sozialisten, die für einen sozialdemokratischen Kurs eintraten, repräsentiert durch die Sozialistische Partei und ihren Führer Mário Soares, und schließlich
- die extreme Linke, die Portugal in ein sozialistisches Land mit entweder staatssozialistischem Wirtschaftssystem oder rätedemokratischen Strukturen verwandeln wollte, innerhalb der Armee und der MFA geführt von Hauptmann Otelo, innerhalb der Zivilisten einerseits repräsentiert durch die Kommunistische Partei unter Álvaro Cunhal, andererseits durch mehrere linksradikale und linkssozialistische Parteien.

### Regierung Da Palma Carlos
Nach dem Militärputsch von 1974 wurde am 14. Mai 1974 ein neues Wahlgesetz beschlossen (Gesetz 3/74, Artikel 4, Nummer 1). Nach dem Dekret-Gesetz Nummer 621-A/74, Artikel 1.1 vom 15. November 1974 waren für die Konstituierende Versammlung portugiesische Staatsbürger wahlberechtigt, die am 28. Februar 1975 18 Jahre oder älter waren. Zum ersten Mal in der portugiesischen Geschichte war damit das allgemeine Wahlrecht anerkannt und wurde im folgenden Jahr ausgeübt: Im April 1975 wurden die Mitglieder der Konstituierenden Versammlung gewählt, die die Verfassung von 1976 konzipierte. Diese wurde am 2. Juni 1976 proklamiert und damit für alle Wahlen eine Gleichheit des Frauenwahlrechts und Männerwahlrechts verfassungsrechtlich abgesichert.
Unmittelbar nach der Nelkenrevolution hatte sich eine provisorische Regierung, Nationale Rettungsfront (Junta de Salvação Nacional, JSN) gebildet; ihr Vorsitzender Spínola wurde zum Übergangspräsidenten erklärt. Er ernannte am 15. Mai 1974 Adelino da Palma Carlos zum ersten Regierungschef. Da Palma Carlos kam als konservativer Rechtsanwalt mit seinen politischen Einstellungen Spínola entgegen. Er musste jedoch alle Strömungen an seiner Regierung teilnehmen lassen: Sá Carneiro war Minister, Soares wurde Außen- und Cunhal Minister ohne Geschäftsbereich. Außerdem hatte die Regierung nicht die alleinige Macht im Lande inne. Die während der Revolution gebildeten informellen Organe, insbesondere die JSN und das MFA, existierten weiter und führten neben der Regierung ein Eigenleben.
In den Wochen nach der Ernennung der Regierung Da Palma Carlos vertieften sich die Meinungsunterschiede zwischen Spínola und Da Palma Carlos einerseits und den radikaleren Elementen innerhalb des MFA andererseits. Bei der Frage nach der Zukunft der portugiesischen Kolonien war man sich einig, dass die Politik, wie sie vor der Nelkenrevolution betrieben wurde, also die diversen afrikanischen Befreiungsbewegungen mit großer Härte militärisch zu bekämpfen, gescheitert war. Auch Spínola hatte ja bereits im März 1974 in seinem Buch „Portugal und die Zukunft“ (Portugal e o futuro) dargelegt, dass Portugal den Krieg militärisch nicht gewinnen könne und dadurch seine Ressourcen verschwende. Diese Äußerungen hatten dann unter anderem zu seiner Entlassung durch die Regierung Caetano geführt, aber Spínola wollte doch einen geordneten Rückzug und hoffte, die Kolonien bei weitreichender Autonomie in einem wie auch immer gearteten Sonderverhältnis zum portugiesischen Staat belassen zu können, ähnlich wie Großbritannien es mit seinen Kolonien innerhalb des British Commonwealth vorgemacht hatte. Es ging Spínola dabei vor allem auch um das Schicksal der zahlreichen in den Kolonien verbliebenen portugiesischen Siedler, die dann nach der Erlangung der Unabhängigkeit der Kolonien in der Tat in großer Zahl ins Mutterland flüchten mussten. Die radikaleren Kräfte innerhalb des MFA dagegen wollten den Krieg so schnell wie möglich beenden, um die portugiesischen Truppen nach Hause zu holen. Diese Haltung erklärte sich sowohl aus einer politischen Affinität zu den linksgerichteten afrikanischen Befreiungsbewegungen (wie der MPLA in Angola oder der FRELIMO in Mosambik) als auch aus dem Selbstverständnis der MFA, die sich als Interessenvertreterin der portugiesischen Soldaten sah, die in einem zunehmend sinnlos gewordenen Krieg jeden Tag ihr Leben riskierten und deshalb so schnell wie möglich nach Hause geholt werden sollten. Spínola war schließlich bereit, Guinea und Mosambik in die Unabhängigkeit zu entlassen, weigerte sich jedoch, Angola einer linksgerichteten Befreiungsorganisation zu überlassen.
Diese Konflikte schwächten sowohl Präsident Spínola als auch die Regierung Da Palma Carlos, für die Spínola der einzige Rückhalt war. Als Da Palma Carlos mit dem Versuch scheiterte, gleichzeitig mit den Präsidentschaftswahlen ein Verfassungsreferendum durchzuführen und damit die Kompetenzen von Staatspräsident und Regierung zu stärken, trat er zurück.

### Radikalisierung der Entwicklung
Spínola hatte nun keine andere Wahl, als einen radikaleren Militär, den General Vasco Gonçalves, zum neuen Regierungschef zu ernennen. Gonçalves stand der Kommunistischen Partei Portugals politisch nahe, auch wenn er in deren Generalsekretär Álvaro Cunhal einen politischen Gegner sah. Er forderte zeitweise eine Rätedemokratie. Unter seiner Regierung radikalisierte sich der innen- und vor allem wirtschaftspolitische Kurs der Regierung. Konservative Minister, wie Sá Carneiro, der Mitglied der Regierung Da Palma Carlos gewesen war, gehörten seiner Regierung nicht mehr an. Gonçalves führte eine Landreform durch und verstaatlichte Großbesitz und Banken. Da die verstaatlichten Banken viele Bereiche der Wirtschaft kontrollierten, waren damit insgesamt fast 70 % des portugiesischen Bruttosozialproduktes direkt oder indirekt unter der Kontrolle der Regierung. Spínola versuchte sich dieser Entwicklung entgegenzustellen („Appell an die schweigende Mehrheit“), scheiterte jedoch am Widerstand Gonçalves' und des radikalen Flügels der MFA unter Hauptmann Otelo Saraiva de Carvalho. Entnervt gab er schließlich auf und trat am 30. September 1974 zurück.
Nachfolger Spínolas wurde General Francisco da Costa Gomes. Wie Spínola gehörte auch er dem konservativen Flügel der Streitkräfte an. Da Costa Gomes sah sich zu einem gemäßigten Kurs gezwungen, einerseits, weil er mit einer konservativ ausgerichteten Politik ebenso scheitern würde wie sein Vorgänger; andererseits wuchs unter den westeuropäischen Staaten und besonders auch in den USA die Befürchtung, Portugal könnte als erstes Land Westeuropas kommunistisch werden. Im Bewusstsein, dass Portugal auf die Unterstützung der westlichen Staatenwelt angewiesen war, versuchte da Costa Gomes diese zu beruhigen und die größten Schritte der Regierung dos Santos Gonçalves' und des MFA in Richtung Sozialismus zu verhindern.
Am 11. März 1975 unternahmen konservative Kräfte innerhalb des Militärs einen Putschversuch gegen die Linksregierung. Der Putsch schlug fehl; Spínola, der in ihn verwickelt war, musste das Land verlassen und ging nach Spanien (später Brasilien) ins Exil.

### Auflösung des portugiesischen Kolonialreiches und Wahlen zur Verfassungsgebenden Versammlung
Da sich Da Costa Gomes der Entlassung der portugiesischen Kolonien nicht mehr widersetzte, begannen nach seinem Amtsantritt schnell Verhandlungen mit den afrikanischen Befreiungsbewegungen, die zu einer schnellen Auflösung des portugiesischen Kolonialreiches führten. Bereits am 10. September 1974 war die Unabhängigkeit von Guinea-Bissau anerkannt worden, nun folgten 1975 in rascher Folge Mosambik (25. Juni), die Kapverden (5. Juli), São Tomé und Príncipe (12. Juli) und schließlich Angola (11. November). Macau verblieb zunächst bei Portugal, freilich zum „chinesischen Territorium unter portugiesischer Verwaltung“ erklärt, da man sich mit der Volksrepublik China nicht auf eine Übergabe einigen konnte (die Chinesen wollten die Macao-Frage offen halten, solange die Frage der Rückgabe Hongkongs durch die Briten nicht geklärt war). Als letzte portugiesische Kolonie wurde Osttimor in die Unabhängigkeit entlassen (28. November). Neun Tage später wurde Osttimor von Indonesien annektiert, nach 24-jähriger indonesischer Besatzung unter internationale Verwaltung gestellt und erreichte schließlich am 20. Mai 2002 die endgültige Unabhängigkeit.
Innenpolitisch wurden nach dem gescheiterten Putsch eine Reihe von institutionellen Veränderungen vorgenommen, mit denen die Errungenschaften der linksgerichteten Revolution verteidigt werden sollten. So wurde der Nationale Rettungsrat aufgelöst und an seine Stelle ein „Revolutionsrat“ (Conselho da Revolução) gegründet. Dieser erhielt ein dreiköpfiges Präsidium, in dem neben dem Staatspräsidenten Ministerpräsident Vasco Gonçalves und Hauptmann Otelo vertreten waren, die Linke also über eine Zweidrittelmehrheit verfügte. Der Revolutionsrat wurde mit einem erheblichen Mitspracherecht ausgestattet. Er hatte die Befugnis, den Präsidenten zu kontrollieren, und konnte gegen Gesetze ein Veto einlegen.
Die Rückkehr zu verfassungsgemäßen Zuständen nach der Nelkenrevolution erforderte die Verabschiedung einer neuen Verfassung, da die alte Verfassung noch aus den Zeiten des Estado Novo stammte. Allerdings befürchteten die Radikalen, dass sie bei allgemeinen Wahlen keine Mehrheit erringen würden, und stimmten den Wahlen zu einer verfassungsgebenden Versammlung erst zu, nachdem die führenden Parteien einen so genannten „Politischen Pakt“ unterzeichnet hatten, mit dem die andauernde Existenz des Revolutionsrates und des MFA auch über die Wahlen hinaus und unabhängig von deren Ausgang garantiert wurde. Nun war der Weg frei zu Wahlen für eine Verfassungsgebende Versammlung, die schließlich am 25. April abgehalten wurden. Wahlsieger waren die Sozialisten sowie zentristische Parteien. Ministerpräsident Vasco Gonçalves hielt allerdings ungeachtet dieses Ergebnisses an seiner Politik fest, so dass nun auch die Sozialisten unter Mário Soares aus der Regierung austraten.

### Der „heiße Sommer“ 1975 und Konsolidierung des Landes
Innerhalb der MFA zeigten sich weitere Spaltungstendenzen. Die radikalen Kräfte veröffentlichten ihr Programm „Für den Aufbau einer sozialistischen Gesellschaft in Portugal“, gemäßigtere Kreise innerhalb der MFA schlossen sich unter der Führung von Melo Antunes zur so genannten Gruppe der Neun zusammen und veröffentlichten einen Gegenentwurf einer sozialdemokratischen Politik nach dem Vorbild der skandinavischen Staaten. Melo Antunes und seine Anhänger wurden daraufhin aus dem Revolutionsrat entfernt. Präsident Costa Gomes nutzte diese Spaltung innerhalb des MFA sowie die relative Stärke der Sozialisten, um die Regierung Vasco Gonçalves Ende August 1975 zu entlassen. Zum neuen Ministerpräsidenten ernannte er einen weiteren Militär, den gemäßigten José Pinheiro de Azevedo.
Zur Verteidigung der revolutionären Errungenschaften der Nelkenrevolution, die nach ihrer Meinung durch die Umorientierung zur politischen Mitte in Gefahr geraten waren, bildete sich Gruppen revolutionärer Soldaten, die sich Soldados Unidos Vencerão (SUV) nannten („die vereinigten Soldaten werden siegen“). Die politische Situation in Portugal eskalierte. Es kam zu Massendemonstrationen und Zusammenstößen in den größeren Städten des Landes. Rádio Renascença, ein Symbol der Nelkenrevolution, wurde von radikalen Kräften besetzt, später von Einheiten der Regierung gesprengt. Im Zuge des so genannten „heißen Sommers“ 1975 besetzten landlose Farmarbeiter die großen Landgüter des Südens. Mehr als eine Million Hektar Land wurde von der Regierung konfisziert und zu staatseigenen Gütern erklärt. Die konservativen Landbesitzer des Nordens bildeten rechtsgerichtete Guerillagruppen, um ihren Besitz gegen wilde Landbesetzungen zu sichern. Die aus den jetzt unabhängigen ehemaligen Kolonien zurückströmenden Siedler vergrößerten noch das Chaos.
Am Morgen des 25. November 1975 revoltierten Truppeneinheiten gegen eine Entscheidung ihres Generals Morais da Silva. Die konservativen Kräfte innerhalb des MFA, die so genannte Gruppe der Neun, sahen darin den Beginn eines Putsches und allgemeinen Aufstandes der extrem linksgerichteten Kräfte gegen die Regierung. Präsident da Costa Gomes erhielt von der Kommunistischen Partei die Zusicherung, sie werde ihre Anhänger nicht zur Unterstützung der meuternden Truppen auf die Straße rufen. Damit war der Weg für ein militärisches Vorgehen gegen die Aufständischen frei. Der Präsident erklärte den Ausnahmezustand. Auseinandersetzungen zwischen meuternden Militärs und Regierungstruppen forderten Tote auf beiden Seiten. Der Generalstabschef und Hauptmann Otelo, zu diesem Zeitpunkt Stadtkommandant von Lissabon, der als Führer des Putsches angesehen wurde, wurden entlassen, COPCON (Comando Operacional do Continente – Operationskommando Kontinent, eine aus Fallschirmjägern, Marineinfanteristen und Spezialeinheiten des Heeres gebildete Eliteeinheit), die eigentliche Machtbasis von Hauptmann Otelo, wurde aufgelöst. General Eanes wurde Chef der Regierungstruppen. Ihm gelang es relativ schnell, den Aufstand niederzuschlagen.
In den ersten Monaten des Jahres 1976 kam es zu großen Demonstrationen für die Freilassung der bei dem Putschversuch vom 25.11. verhafteten Soldaten und zu einer Welle von Bombenattentaten gegen linksgerichtete Politiker, die der extremen Rechten zugeschrieben wurden.
Die Regierung Pinheiro de Azevedo versuchte sehr schnell, die Konsolidierung des Staates in die Wege zu leiten. Ein Meilenstein auf diesem Weg war die Verabschiedung einer neuen Verfassung am 2. April 1976 durch die Verfassungsgebende Versammlung. Darin war ein vom Volk direkt gewählter Präsident mit großen Machtbefugnissen vorgesehen. Er sollte für eine fünfjährige Amtszeit gewählt werden, mit der Möglichkeit einmaliger Wiederwahl. Ministerpräsident und Regierung waren gleichzeitig dem Präsidenten und dem neuen Einkammerparlament (Versammlung der Republik, Assembleia da República) verantwortlich. Der Ministerpräsident wurde vom Präsidenten ernannt. Der Revolutionsrat kontrollierte die Streitkräfte und beriet den Präsidenten. Für die 230 Mitglieder des Parlaments galt eine vierjährige Amtszeit.
Am 25. April 1976 fanden die ersten Parlamentswahlen nach der neuen Verfassung statt. Vier Parteien hatten sich herausgebildet, die Sozialisten (PS), die konservative Demokratische Volkspartei (PPD) (später umbenannt in Sozialdemokratische Partei), die Zentristen (CDS) und natürlich die Kommunisten (PCP). Bei den Wahlen wurden die Sozialisten stärkste Partei, konnten jedoch keine absolute Mehrheit erringen (PS 35 %, PPD 24 %, CDS 15,9 % und PCP 14,6 %).
Am 27. Juli wurden die ersten Präsidentschaftswahlen durchgeführt. Zur Wahl stellten sich General António Ramalho Eanes, Hauptmann Otelo Saraiva de Carvalho, der die Linke repräsentierte, Ministerpräsident Pinheiro de Azevedo und Octávio Pato. Die Wahl gewann General Eanes mit 61,5 % der Stimmen, Hauptmann Otelo wurde mit 16,5 % der Stimmen Zweiter. Am 23. September 1976 wurde Mário Soares zum Ministerpräsidenten gewählt. Das Land hatte damit wieder einen verfassungsmäßigen Präsidenten und eine verfassungsmäßige Regierung.

## 1976–1980: Die erste Regierung Soares und die drei überparteilichen Regierungen

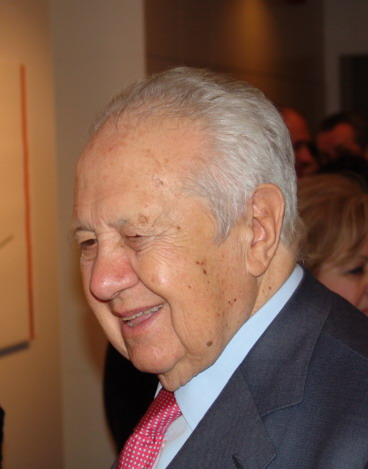
Mário Soares, sozialistischer Parteivorsitzender, Regierungschef und Präsident Portugals

Dringendstes Problem der neuen Regierung war die schwierige wirtschaftliche Lage Portugals. Die Regierung Soares bemühte sich deshalb um Finanzhilfen von den USA und der EG. Da diesen Mächten an einer Stabilisierung Portugals gelegen war, erhielt das Land die benötigten Hilfen. Auch begann Soares mit einer langsamen Integration des während des Estado Novo in Europa weitgehend isolierten Landes in die europäischen Institutionen. Ein erster Schritt war die Aufnahme in den Europarat am 22. September 1976.
Soares musste zunächst mit einer Minderheitsregierung regieren. Nachdem diese gescheitert war, gelang ihm nach langen Verhandlungen die Schaffung einer Koalition mit dem CDS, die allerdings schon am 5. Dezember 1977 an den großen Differenzen zwischen den beiden Parteien scheiterte.
Damit waren die Möglichkeiten zur Regierungsbildung bei den bestehenden Mehrheitsverhältnissen im Parlament erschöpft. Eine Linksregierung kam, obwohl rechnerisch möglich, aufgrund der Differenzen zwischen Sozialisten und Kommunisten nicht in Frage, die Rechte hatte keine Mehrheit, und der Versuch einer Mitte-rechts-Regierung war gerade gescheitert. Präsident Eanes entließ deshalb Soares und ernannte drei aufeinanderfolgende überparteiliche Regierungen (Alfredo Nobre da Costa (ab 28. August 1978), Carlos Mota Pinto (ab 22. November 1978) und schließlich Maria de Lourdes Pintasilgo (ab 1. August 1979)). Letztere war die erste und bisher einzige Regierungschefin in Portugal. Mangels parlamentarischer Mehrheit war keine dieser Regierungen von langer Dauer. Die Parteien einigten sich auf vorgezogene Neuwahlen, die schließlich gegen Ende 1979 durchgeführt wurden.

## 1980–1983: Konservative an der Macht
Auf der rechten Seite des Parteienspektrums hatte sich inzwischen der Führer des jetzt Sozialdemokratische Partei genannten ehemaligen PPD, Francisco Sá Carneiro, zum unumstrittenen Führer entwickelt. Er schloss die drei konservativen Parteien, die Sozialdemokraten, den CDS und die eher unbedeutenden Monarchisten zu einer Listenverbindung, der Demokratischen Allianz (AD), zusammen und gewann mit ihr die Wahlen (AD 45,26 %, PS 27,33 %, PCP 13,8 %). Sá Carneiro wurde neuer Ministerpräsident. Einer Besonderheit der portugiesischen Verfassung folgend begann mit den vorgezogenen Neuwahlen jedoch keine neue Wahlperiode; das neugewählte Parlament konnte lediglich die Wahlperiode des alten Parlaments zu Ende bringen. Deshalb mussten am 5. Oktober 1980 schon wieder Wahlen stattfinden, diesmal zum regulären Termin. Die Neuwahlen bestätigten das vorherige Ergebnis: Die AD konnte ihre Führungsposition noch ausbauen (AD 47,59 %, PS 27,76 %, PCP 16,75 %). Damit hatte zum ersten Mal seit der Nelkenrevolution eine politische Gruppierung eine parlamentarische Mehrheit errungen, und ebenfalls zum ersten Mal amtierte wieder eine dezidiert konservative Regierung im Land.
1980 fanden auch Präsidentschaftswahlen statt. Präsident Eanes stellte sich zur Wiederwahl. Die radikal konservative Politik der Regierung Sá Carneiro, die offen eine ganze Reihe von Entscheidungen aus der Zeit nach der Nelkenrevolution zur Disposition stellte („Befreiung der Wirtschaft von Sozialismus“, Rückgängigmachung der Verstaatlichungen), hatte zu einem offenen Konflikt zwischen Sá Carneiro und Eanes geführt. Die AD unterstützte deshalb die Wiederwahl von Präsident Eanes nicht, sondern stellte mit General Soares Carneiro einen Gegenkandidaten auf. Eanes dagegen konnte sich die Unterstützung der Sozialisten sichern. Bei den Wahlen wurde er mit großer Mehrheit bereits in der ersten Runde wiedergewählt.
Die politische Situation in Portugal war somit gekennzeichnet von einer Cohabitation zwischen einem Präsidenten (Eanes) und einem Regierungschef (Sá Carneiro bzw. Pinto Balsemão), die politisch in unterschiedlichen Lagern standen, sowie von dem Gegensatz der regierenden AD zu den Sozialisten unter Mário Soares, der Oppositionsführer wurde.
Am 4. Dezember 1980 kam Sá Carneiro zusammen mit seinem Verteidigungsminister, dem Chef seiner Koalitionspartei CDS, bei einem Hubschrauberabsturz unter bis heute ungeklärten Umständen ums Leben. Der tragische Tod des umstrittenen Politikers, der die seit 1974 andauernde Regierung der Linken beendet hatte, unmittelbar nach seinem triumphalen Wahlsieg und kurz vor den Präsidentschaftswahlen, erschütterte das Land.
Sein Nachfolger wurde Francisco Pinto Balsemão. Nach seiner Regierungsübernahme führte er die Politik Sá Carneiros fort, dabei aber weniger radikal und umgänglicher im Stil. Er einigte sich mit der sozialistischen Opposition auf eine Reihe von Verfassungsänderungen, mit denen Portugal seinen Weg zu einer parlamentarischen Demokratie fortsetzte. Der Revolutionsrat als Relikt der Nelkenrevolution wurde abgeschafft. Die Stellung des Präsidenten wurde geschwächt, dafür die Regierung und das Parlament gestärkt. Die Streitkräfte wurden wieder unter zivile Kontrolle gestellt. Als Preis für die Unterstützung der Sozialisten bei seiner Wiederwahl 1980 hatte Präsident Eanes den Verfassungsänderungen, mit denen seine Vorrechte besonders in der Außen- und Sicherheitspolitik eingeschränkt wurden, bereits im Vorfeld zustimmen müssen. Pinto Balsemão fehlte allerdings das Charisma seines Vorgängers, insbesondere verstand er es nicht, die verschiedenen Teile des heterogenen Wahlbündnisses AD zusammenzuhalten. Die AD zerfiel wieder in ihre Bestandteile, die Regierung Pinto Balsemão verlor ihre parlamentarische Mehrheit und musste zurücktreten. Die Sozialdemokraten benannten Vítor Crespo, einen ehemaligen Militär und Mitglied der MFA, als Kandidaten für das Amt des Ministerpräsidenten. Präsident Eanes weigerte sich allerdings ihn zu ernennen und löste stattdessen das Parlament auf, so dass es am 25. April 1983 zu Neuwahlen kam.

## 1983–1985: Große Koalition
Bei den Wahlen traten die vormals in der AD verbundenen Sozialdemokraten und Zentristen wieder getrennt an. Das Ergebnis (Sozialisten PS 36,12 %, Sozialdemokraten PSD 27,24 %, Zentristen CDS 12,56 % und Kommunisten PCP 18,7 %) war nicht eindeutig. Zwar wurden die Sozialisten wieder stärkste Partei, verfügten aber nicht über eine parlamentarische Mehrheit. Auch PSD und CDS, also die Parteien, die in der vorherigen Regierung in der AD verbunden waren, verfügten aufgrund des starken Abschneidens der Kommunisten nicht über eine Mehrheit. Nach langwierigen Verhandlungen gelang Mário Soares eine Koalition mit der PSD, die als zentristischer Block (bloco central) bekannt wurde. Mário Soares wurde erneut Ministerpräsident.
Diese Regierung stürzte schließlich über interne Streitigkeiten der Sozialdemokraten. Pinto Balsemão, der auch nach der Wahlniederlage und nachdem er das Amt des Ministerpräsidenten hatte abgeben müssen, Vorsitzender der Partei geblieben war, hatte mit Aníbal Cavaco Silva einen gefährlichen innerparteilichen Gegner. Dieser war Finanzminister in der Regierung Sá Carneiro gewesen und weigerte sich nach dessen Tod, in die neue Regierung von Pinto Balsemão einzutreten, den er für zu gemäßigt hielt. Cavaco Silva dagegen sah sich selbst als legitimen Erben Sá Carneiros und war deshalb gegen die Koalition mit den Sozialisten eingestellt.
Außerdem näherte sich die zweite Amtszeit von Präsident Eanes ihrem Ende. Nach der Verfassung konnte der Präsident sich nicht erneut zur Wahl stellen. Eanes war aber nicht bereit, sich aus der aktiven Politik zu verabschieden, und nahm Kontakte mit den Sozialdemokraten auf. Besonders die persönliche Rivalität zwischen Soares und Eanes bewog letzteren dazu, den Kontakt mit dem PSD zu suchen, obwohl ihm die Sozialisten politisch näher standen. Eingedenk des Konflikts zwischen Sá Carneiro und Eanes widersetzte sich Cavaco Silva vehement einem eventuellen Eintritt des Präsidenten in den PSD nach Ende seiner Amtszeit, der von Pinto Balsemão unterstützt wurde. Dazu kam noch Unzufriedenheit mit dem wirtschaftlichen Sparkurs der Regierung Soares. Am Parteitag der Sozialdemokraten in Figueira da Foz stürzte Cavaco Silva Pinto Balsemão als Parteivorsitzenden und ließ sich selbst zum Vorsitzenden des PSD wählen. Der neue Parteivorsitzende beendete als erstes die Koalition mit den Sozialisten, so dass die Regierung Soares ihre parlamentarische Mehrheit verlor. Präsident Eanes löste daraufhin das Parlament auf. Vorgezogene Parlamentswahlen am 6. Oktober 1985 waren die Folge.

## 1986: Mário Soares wird Staatspräsident
General Eanes, dem durch den Sieg Cavaco Silva innerhalb des PSD der Zutritt zu dieser Partei versperrt war, beschloss daraufhin seine eigene Partei zu gründen. So entstand die PRD, die Partei der Demokratischen Erneuerung (Partido Renovador Democrático). Da Eanes immer noch Staatspräsident war, wurde die Partei pro forma von Hermínio Martinho geführt, es war jedoch jedem klar, dass es sich bei der PRD um die Partei des Staatspräsidenten handelte. Die PRD konnte die Unzufriedenheit großer Bevölkerungsgruppen mit der Sparpolitik der bisherigen Regierung ausnutzen und wurde so zum großen Nutznießer der von Eanes selbst verfügten Parlamentsauflösung. Die gerade erst gegründete Partei bekam fast so viele Stimmen wie die Sozialisten und wurde drittstärkste Kraft im Parlament.
Da Mário Soares bereits plante, im darauffolgenden Jahr als Präsidentschaftskandidat um die Nachfolge General Eanes zu kämpfen, stellte er sich nicht mehr zur Wahl. Die Sozialisten wurden stattdessen von António de Almeida Santos geführt, der viele Jahre lang Minister in verschiedenen Portefeuilles der PS-Regierungen und die rechte Hand von Ministerpräsident Soares gewesen war.
Bei den Wahlen wurden die Sozialdemokraten PSD mit 29,87 % der Stimmen stärkste Partei. Als zweites folgten die Sozialisten, die großen Verlierer der Wahl; ihr Stimmenanteil von 36,12 % bei den Wahlen von 1983 ging auf 20,77 % zurück. Die PRD wurde aus dem Stand heraus mit 17,92 % drittstärkste Kraft im Parlament. Die Zentristen CDS waren neben den Sozialisten die großen Verlierer der Wahlen und bekamen nur noch 9,96 % der Stimmen. Die Kommunisten konnten mit 15,49 % ihr bisheriges Wählerpotential in etwa halten.
Da die Sozialdemokraten bei den Wahlen stärkste Partei geworden waren, stellten sie mit Aníbal Cavaco Silva den neuen Ministerpräsidenten. Allerdings verfügten sie nicht über eine parlamentarische Mehrheit, so dass Cavaco Silva eine Minderheitsregierung bildete, die auf die Tolerierung der PRD angewiesen war.
1985 kam es zu einem aufsehenerregenden Prozess, als Hauptmann Otelo, die linke Galionsfigur der Nelkenrevolution und unterlegener Präsidentschaftskandidat von 1976 und 1980, die Mitgliedschaft in einer terroristischen Vereinigung, der FP-25 vorgeworfen wurde. In einem bis heute umstrittenen Prozess wurde Otelo verurteilt. Er saß fünf Jahre in Haft, bis er schließlich 1990 nach Wiederaufnahme des Verfahrens freigelassen und 1996 durch einen Beschluss des Parlaments amnestiert wurde.
1986 fanden dann die Präsidentschaftswahlen statt. Erstmals war das Ergebnis offen, da sich der bisherige Amtsinhaber, General Eanes, nicht mehr zur Wahl stellen konnte. In seiner Rivalität zum sozialistischen Kandidaten Soares sorgte Eanes dafür, dass die PRD mit Francisco Salgado Zenha einen eigenen Kandidaten aufstellte. Dieser war seit langer Zeit ein persönlicher Freund von Mário Soares und wie dieser Gründungsmitglied der Sozialistischen Partei. Gemeinsam mit Mário Soares hatte er viele Jahre gegen die Salazar/Caetano-Diktatur gekämpft. Zwischen 1974 und 1982 war er Fraktionsvorsitzender der Sozialisten im Parlament. Bereits 1980 überwarf er sich allerdings mit Mário Soares. Neben der PRD unterstützten auch die Kommunisten die Kandidatur von Salgado Zenha, um einen Präsidenten Soares zu verhindern. Die Rechten stellten mit Freitas do Amaral, dem Gründer des CDS, einen eigenen Kandidaten auf. Allerdings ging das Kalkül von Eanes nicht auf, Salgado Zenha wurde bei den Wahlen nur dritter, hinter do Amaral und Soares.
Die Präsidentschaftswahlen von 1986 gehören zu den spannendsten der jüngeren portugiesischen Geschichte. Soares, unpopulär wegen der Sparpolitik der von ihm geführten Regierung, hatte bei ersten Wahlumfragen nur 8 % der Stimmen bekommen. In der ersten Runde der Präsidentschaftswahlen wurde er jedoch zweiter (25,4 %) hinter dem Kandidaten der Konservativen Freitas do Amaral (46,3 %). Das Wichtigste am Wahlergebnis der ersten Runde war jedoch, dass Soares den Wunschnachfolgekandidaten von Eanes, Salgado Zenha, auf den dritten Platz verwies. In der zweiten Runde erhielt er viele Stimmen von Wählern, die in der ersten Runde für Salgado Zenha gestimmt hatten und die Freitas do Amaral als Präsidenten verhindern wollten. Selbst viele Anhänger der Kommunisten stimmten für Soares, als aus ihrer Sicht „kleineres Übel“ gegenüber einem Präsidenten der Rechten. Soares gewann so die Wahl gegen Freitas do Amaral schließlich mit einem Vorsprung von nur 2 %.
Eanes musste also gegen seinen Willen die Insignien der Präsidentschaft an Mário Soares übergeben. Dieser wurde der erste Zivilist im Amt des Präsidenten seit 60 Jahren.

## 1986: EG-Beitritt
Eines der Hauptprojekte von Soares war der Beitritt seines Landes zur EG. 1976, während seiner ersten Regierung als Ministerpräsident, hatte er den Beitrittsvertrag unterschrieben. Mit Portugal, das wirtschaftlich zu diesem Zeitpunkt sehr viel schwächer als die anderen EG-Staaten war, wurde eine zehnjährige Übergangszeit ausgehandelt. Während seiner zweiten Regierung, der Zeit der großen Koalition, versuchte er durch eine radikale Sparpolitik den Staatshaushalt zu sanieren und sein Land für den Beitritt zur EG zu rüsten. Die aus dieser Sparpolitik resultierende Unzufriedenheit breiter Teile der Bevölkerung führten dann schließlich zum Sturz der großen Koalition, zum Anwachsen der PRD bei den Wahlen von 1985 und auch dazu, dass Soares erst in der zweiten Runde zum Präsidenten gewählt wurde. Jetzt als neugewählter Präsident konnte er den am 1. Januar 1986 erfolgten Beitritt (gemeinsam mit Spanien) zur EG vollziehen.

## 1985–1995: Ära Cavaco Silva
Die erste Regierung Cavaco Silva war nur von kurzer Dauer: Nach dem Rückzug der parlamentarischen Unterstützung durch Eanes' Partei PRD war sie 1987 am Ende. Präsident Soares, der zwischenzeitlich ein gutes Verhältnis zu Cavaco Silva entwickelt hatte, widerstand der Versuchung, die Sozialisten durch eine Koalition mit dem PRD wieder an die Regierung zu bringen. Auch fiel ihm die politische Uneinheitlichkeit zwischen Sozialisten und PRD auf, so dass eine solche Koalition eine schwache Regierung bedeutet hätte. Stattdessen löste der Präsident das Parlament auf, so dass es zu vorgezogenen Neuwahlen kam.
Die Wahlen vom 19. Juli 1987 änderten die politische Landschaft des Landes. Dem äußerst populären Ministerpräsidenten Cavaco Silva gelang es für seine Sozialdemokraten, zum ersten Mal in der Geschichte des Landes überhaupt, mit 50,22 % der Stimmen eine absolute Mehrheit zu erringen. Es handelte sich um einen Erdrutschsieg: über 20 % der Stimmen mehr als bei den letzten Wahlen. Zweitstärkste Fraktion wurden die Sozialisten mit 22,24 %; sie konnten also ihr Ergebnis der vorherigen Wahlen, das allerdings das schlechteste der Parteigeschichte war, wieder leicht verbessern. Drittstärkste Fraktion waren die Kommunisten, die ihre üblichen 15,49 % erhielten. Großer Verlierer war die Eanes-Partei PRD. Die Überraschungssiegerin der letzten Wahlen verlor fast alle Stimmen, die sie bei den letzten Wahlen erhalten hatte. Der PRD erhielt nur noch 4,91 % der Stimmen, von vorher 45 Abgeordneten schmolz seine Fraktion auf 7 Mitglieder zusammen. Der Sturz der vorangegangenen Minderheitsregierung Cavaco Silva, den der PRD provoziert hatte, kam somit also einem politischen Selbstmord der Partei gleich. Nach diesem Debakel übernahm Expräsident Eanes für kurze Zeit selbst die Führung der Partei, ohne jedoch den Niedergang aufhalten zu können. Seit den darauffolgenden Wahlen im Jahr 1991 ist der PRD im portugiesischen Parlament nicht mehr vertreten.
Cavaco Silva hatte im Wahlkampf vor allem die wirtschaftliche Kompetenz seiner Regierung herausgestellt und die sonst in der portugiesischen Politik übliche Bezugnahme auf Ideologien weitestgehend gemieden. Die Wahlen markierten einen Konzentrationsprozess auf beiden Seiten des politischen Spektrums. Auf der Linken wurden die Sozialisten nach dem Debakel des PRD zur alleinbestimmenden Kraft. Die Kommunisten konnten zwar ihr Wahlpotential halten, verloren aber bei den weiteren Wahlen kontinuierlich und stellten damit keine wichtige politische Machtgruppe mehr dar. Auf der Rechten konzentrierte sich alles auf die Sozialdemokraten. Die zweite große Partei der Rechten, der CDS, hatte nur noch knapp 5 % der Stimmen und konnte den Sozialdemokraten deshalb nicht mehr als Konkurrent gefährlich werden.
Der liberalen Wirtschaftspolitik stand allerdings noch die Verfassung entgegen, die weiterhin den „Übergang zum Sozialismus“ forderte. Da der PSD allein nicht über die Zweidrittelmehrheit im Parlament verfügte, die für eine Verfassungsänderung nötig war, einigte sich Cavaco Silva mit den Sozialisten. 1989 kam es zu weiteren Verfassungsänderungen; mit ihnen wurden die letzten Überbleibsel der extremistisch linken Phase, die unmittelbar auf die Nelkenrevolution gefolgt war, aus der Verfassung gestrichen und die Verfassung westeuropäischen Maßstäben angepasst. Die Klauseln, die die Endgültigkeit der nach der Nelkenrevolution erfolgten Verstaatlichungen festschrieben, wurden aufgehoben, die Erwähnung des Sozialismus aus der Verfassung gestrichen. Durch diese Verfassungsänderung war es möglich, dass viele der unmittelbar nach der Nelkenrevolution verstaatlichen Industrien und Banken reprivatisiert werden konnten.
Portugal hatte wieder ein gefestigtes Zweiparteiensystem mit den linksgerichteten Sozialisten, die den Präsidenten, und den konservativen Sozialdemokraten, die den Ministerpräsidenten stellten. Cavaco Silva führte eine neoliberale Wirtschaftspolitik ein. Durch sie und auch durch üppige Transferzahlungen innerhalb der EG befand sich die Konjunktur in Portugal im Aufschwung, was auch die Beliebtheit der Regierung erhöhte.
Präsident Soares und Ministerpräsident Cavaco Silva pflegten trotz ihrer unterschiedlichen politischen Ansichten gute Beziehungen zueinander. Beide konnten Konflikte zwischen Präsident und Regierung bei den für beide 1991 anstehenden Wahlen nicht gebrauchen. Sowohl Soares als auch Cavaco Silva gingen als Favoriten in die Wahlen und siegten jeweils deutlich. So unterstützten bei den Präsidentschaftswahlen am 13. Januar 1991 sogar die Sozialdemokraten eine Wiederwahl von Soares. Diesem gelang es, die Wahlen bereits im ersten Wahlgang mit sensationellen 70,35 % der Stimmen zu gewinnen, seine Gegenkandidaten Basílio Horta, der für den CDS kandidierte, und der Kandidat der Kommunisten, Carlos Carvalhas, folgten abgeschlagen mit 14,16 % und 12,92 % der Stimmen. Bei den Parlamentswahlen am 6. Oktober des gleichen Jahres gelang es dann Cavaco Silva und seinem PSD, die absolute Mehrheit zu verteidigen (PSD 50,60 %, PS 29,13 %, Kommunisten 8,8 %, CDS 4,43 %). Die Eanes-Partei PRD war, wie bereits beschrieben, im neuen Parlament nicht mehr vertreten. Die Sozialisten wurden von dem späteren Staatspräsidenten Jorge Sampaio geführt.
In der jeweils zweiten Amtsperiode von Soares und Cavaco Silva gestaltete sich die Cohabitation konfliktreicher. Soares Position war durch seinen überwältigenden Wahlsieg gestärkt. Außerdem musste er sich, da die Verfassung eine dritte Amtsperiode nicht zulässt, keine Sorgen um seine Wiederwahl machen und deshalb auch keine Kompromisse eingehen. Die Stellung der Regierung wurde dagegen deutlich schwächer. Das Land trat in eine Phase der Rezession ein, die sozialen Spannungen erhöhten sich dadurch spürbar und es kam zu Massenprotesten gegen die neoliberale Wirtschaftspolitik der Regierung (am bekanntesten das Massenhupkonzert „Buzinão“ auf der Brücke des 25. April in Lissabon im Juni 1994). Soares weigerte sich, eine Reihe von Gesetzen in Kraft treten zu lassen und übersendete sie zur Überprüfung ihrer Verfassungsmäßigkeit an das Verfassungsgericht, was zu weiteren Problemen zwischen Regierung und Staatspräsident führte. Anders als die Regierung, deren Popularität immer mehr sank, gelang es Soares, seine Beliebtheit im Volk zu erhalten.
1995 fanden regulär die nächsten Parlamentswahlen statt, zu einem Zeitpunkt, als die Regierung wegen der Rezession besonders unpopulär war. Cavaco Silva trat nicht mehr an. Er hatte sich bereits zurückgezogen, da er auf die Nachfolge von Soares bei den Präsidentenwahlen des darauffolgenden Jahres spekulierte. Er wollte das Kunststück von Soares wiederholen und (wie dieser bei seiner ersten Wahl) trotz der aus der Regierungstätigkeit stammenden Unpopularität die Präsidentschaftswahlen gewinnen. Der PSD wurde stattdessen von Joaquin Fernando Nogueira geführt, doch er verlor die Wahl. Die Sozialisten wurden mit 43,76 %, also einem Zugewinn von über 14 % zum ersten Mal seit 1985 wieder stärkste Fraktion, verfehlten die absolute Mehrheit im Parlament nur um vier Mandate. Dem entsprachen große Verluste des PSD, der gegenüber den letzten Wahlen über 16 % verlor und nur noch auf 34,12 % kam. Präsident Soares konnte mit António Guterres wieder einen Sozialisten zum Regierungschef ernennen.

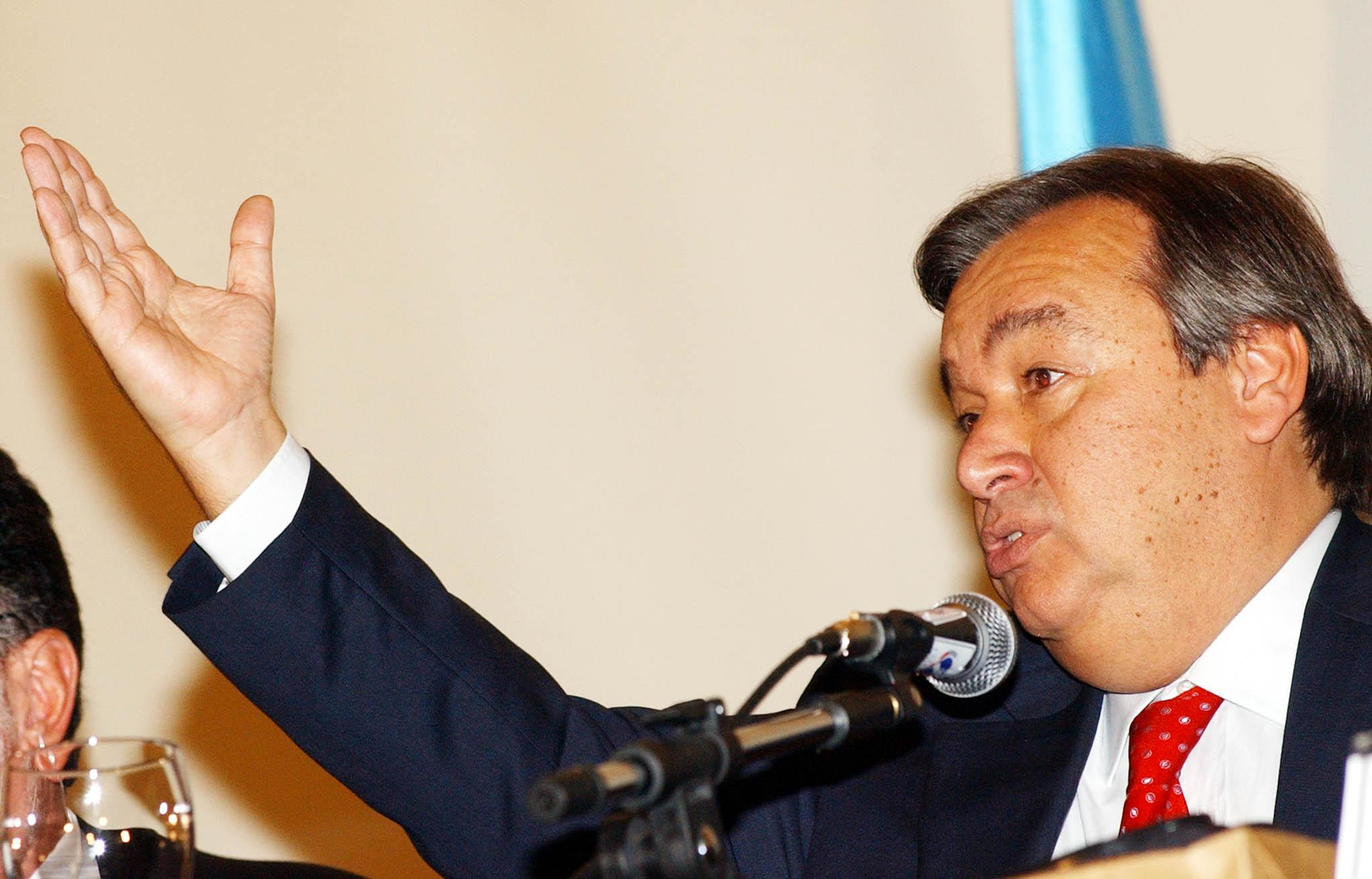
António Guterres

## 1996–2001: Sozialisten an der Macht
Bei den Präsidentschaftswahlen 1996 war der ehemalige Ministerpräsident Cavaco Silva Kandidat des PSD. Als Gegenkandidaten stellten die Sozialisten den Bürgermeister von Lissabon Jorge Sampaio auf. Ihm gelang es, Cavaco Silva bereits im ersten Wahlgang mit 53,85 % der Stimmen zu schlagen. Im Oktober 1999 fanden wieder reguläre Parlamentswahlen statt. Die Sozialisten erhielten zwar keine absolute Mehrheit, wurden aber erneut stärkste Fraktion und konnten ihren Stimmenanteil von 1995 sogar noch leicht ausbauen. Die Minderheitsregierung Guterres ging also erstarkt aus den Wahlen hervor. Guterres wurde 1999 als Nachfolger des Franzosen Pierre Mauroy auch zum Präsidenten der Sozialistischen Internationale gewählt. Umso größer war deshalb die Überraschung, als die Sozialisten bei den Kommunalwahlen im Dezember 2001 herbe Verluste hinnehmen mussten. Guterres übernahm die Verantwortung für die Wahlniederlage und trat als Regierungschef und Vorsitzender der Sozialisten zurück.

## 2002–2004: Erneute Cohabitation
Am 1. Januar 2002 wurde der Euro als neue gemeinsame europäische Währung in Portugal eingeführt und löste den portugiesischen Escudo ab.
Bei den vorgezogenen Neuwahlen vom 17. März 2002 verloren die Sozialisten 6,3 % der Stimmen und wurden nur noch zweitstärkste Fraktion. Überraschungssieger waren die Sozialdemokraten mit 40,21 % der Stimmen, ein Gewinn von fast 8 %. Die PSD bildete eine Koalition mit der Volkspartei (dem ehemaligen CDS) und mit José Manuel Barroso erhielt das Land wieder einen konservativen Ministerpräsidenten.

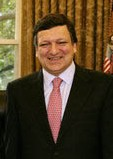
José Manuel Durão Barroso, ehemaliger portugiesischer Ministerpräsident und von 2004 bis 2014 Präsident der EU-Kommission

Als Regierungschef führte Barroso einen streng konservativen Kurs, der ihn in seinem Lande bald unbeliebt machte. Wirtschaftspolitisch war er, auch um die Vorgaben des Euro-Stabilitätspaktes einzuhalten, zu einem strikten Sparkurs gezwungen, senkte die öffentlichen Ausgaben und privatisierte Staatsvermögen. Außenpolitisch suchte er eine enge Anlehnung an die USA und unterstützte sie z. B. beim Krieg gegen den Irak (2003).
Im Jahr 2004 endete die Amtszeit des Präsidenten der Europäischen Kommission Romano Prodi. Für eine zweite Amtszeit kandidierte er nicht mehr, da er zurück in die italienische Politik strebte, wo er gegen den damaligen Ministerpräsidenten Berlusconi antreten wollte. In Europa begann daraufhin die Suche nach einem geeigneten Nachfolger. Wunschkandidat war zunächst der Luxemburger Ministerpräsident Juncker, der jedoch ablehnte, da er Regierungschef seines Heimatlandes bleiben wollte. Die Kandidaten des liberalen Lagers, der belgische Ministerpräsident Guy Verhofstadt (vorgeschlagen von Deutschland und Frankreich) und der Konservative Chris Patten blockierten sich daraufhin gegenseitig, so dass in Europa die Suche nach einem Kompromisskandidaten begann. Schließlich einigten sich die Staats- und Regierungschefs am 29. Juni 2004 beim Europäischen Rat auf Barroso. Dieser trat daraufhin am 17. Juli 2004 als portugiesischer Ministerpräsident zurück und wurde am 18. November 2004 vom Europäischen Parlament als Kommissionspräsident bestätigt.
Nachfolger von Barroso in Portugal wurde der bisherige Bürgermeister von Lissabon, Pedro Santana Lopes. Während der Regierung Barroso war er stellvertretender Parteivorsitzender des PSD gewesen und somit eine Art „Kronprinz“.
Santana Lopes war allerdings nicht unumstritten, er wurde vor allem wegen seiner Persönlichkeit kritisiert. Er gilt als sympathisch und kontaktfreudig, gleichzeitig jedoch auch als populistisch und demagogisch. Als Lissabonner Bürgermeister und als Teil des Lissabonner Jetsets erwarb er sich den Ruf eines Frauenhelden (er hat mit drei verschiedenen Frauen fünf Kinder) und wurde als „König des Nachtlebens“ der portugiesischen Hauptstadt bezeichnet.
Wohl deshalb kühlte sich das Verhältnis zwischen ihm und Ministerpräsident Barroso schnell ab. Doch nach dessen Rücktritt zur Übernahme des Postens des Präsidenten der EU-Kommission führte kein Weg an Santana Lopes vorbei. Auch Staatspräsident Sampaio war skeptisch, konnte Santana Lopes aber nicht als Regierungschef verhindern. Am 17. Juli 2004 wurde Santana Lopes, der von Barroso auch das Amt des PSD-Parteivorsitzenden übernahm, schließlich zum neuen portugiesischen Ministerpräsidenten gewählt.

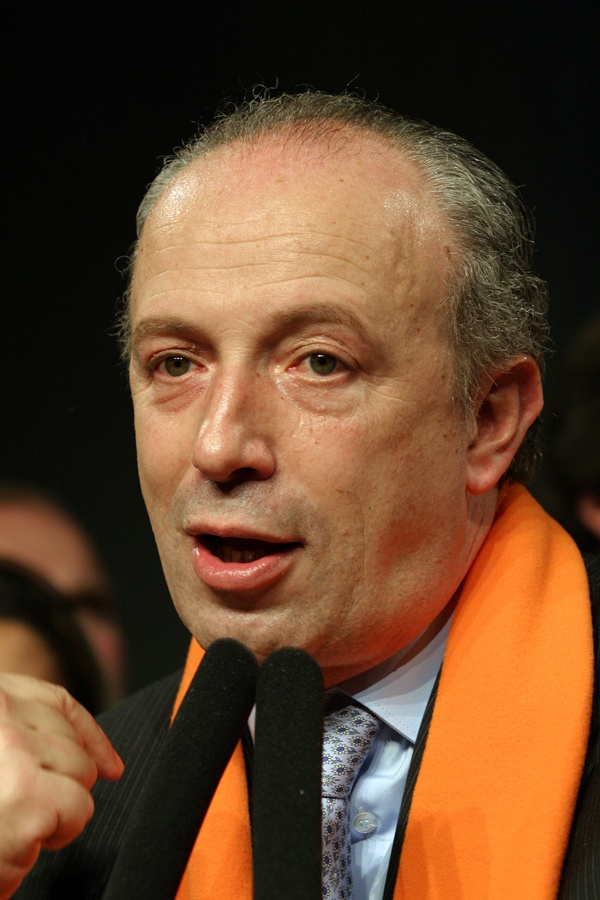
Pedro Santana Lopes

Die kurze Regierungszeit von Santana Lopes war von Krisen überschattet. In seiner eigenen Partei konnte er sich nicht gegen seine Gegner durchsetzen und schaffte es im Gegensatz zu seinem Vorgänger auch nicht, zu Staatspräsident Sampaio, der als Sozialist dem entgegengesetzten politischen Lager angehörte, eine vernünftige Arbeitsbeziehung aufzubauen; er wurde von diesem öffentlich als „unfähig“ kritisiert. Santana Lopes entschloss sich daraufhin zum Befreiungsschlag und trat am 30. November 2004 als Ministerpräsident zurück, um den Weg zu vorgezogenen Neuwahlen freizumachen. Bis zu den Wahlen am 20. Februar 2005 blieb er geschäftsführend als Regierungschef im Amt.

## 2005: Wahlen und Cohabitation mit umgekehrten Vorzeichen
Die Wahlen von 2005 bedeuteten ein politisches Erdbeben für Portugal, ein Debakel für die Konservativen. Die PSD verfehlte mit 29,6 % der Stimmen die 30-Prozent-Marke, verlor also gegenüber den letzten Parlamentswahlen 10,6 % der Stimmen. Erklärt wurde dieser große Stimmenverlust einerseits durch die schwierige Wirtschaftslage, in der sich das Land zum Zeitpunkt der Wahlen befand, andererseits aber auch durch die polarisierende Wirkung der Person Santana Lopes, der viele Wähler der Mitte abschreckte, die daraufhin zu den Sozialisten abwanderten. Den Verlusten der Sozialdemokraten standen Gewinne der Sozialisten in Höhe von 8,65 % entgegen, die Sozialisten kamen insgesamt auf 46,41 % der Stimmen. Da eine Reihe von Parteien an der 5-Prozent-Klausel scheiterte, reichte dies für eine absolute Mehrheit der Abgeordnetenmandate im Parlament. So verfügten die Sozialisten zum ersten Mal in ihrer Geschichte allein über eine absolute Mehrheit im Parlament. Die Volkspartei (PP), der kleinere Koalitionspartner in der bisherigen Regierung, verlor gegenüber ihrem ohnehin schon schlechten Ergebnis von 2002 nochmals leicht, was ihren Parteivorsitzenden Paulo Portas dazu brachte, seinen Rücktritt einzureichen. Außer den genannten Parteien schafften nur noch ein neugebildeter Linksblock (BE – Bloco de Esquerda) aus Reformkommunisten und die Kommunistische Partei den Einzug in das Parlament.

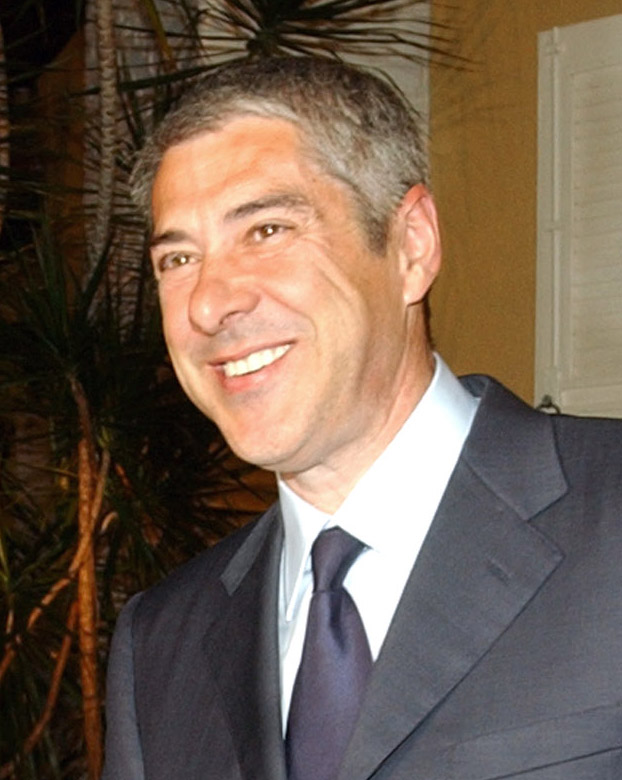
José Sócrates

Als Ergebnis dieser Wahlen übernahm der Führer der Sozialdemokraten José Sócrates am 12. März 2005 das Amt des Ministerpräsidenten. Mit einem sozialistischen Staats- und Ministerpräsidenten war damit Portugal kurzzeitig fest in der Hand der Sozialisten.
Am 22. Januar 2006 fanden reguläre Präsidentschaftswahlen an. Cavaco Silva, der sich nach seiner Niederlage von 1996 zeitweise aus der Politik zurückgezogen hatte und als Aufsichtsrat des Banco de Portugal und Professor an der Wirtschaftsfakultät der Katholischen Universität Portugals tätig war, kandidierte zum zweiten Mal für die konservativen Sozialdemokraten, während die zersplitterte Linke mit mehreren Kandidaten, darunter auch Ex-Präsident Mário Soares, antrat. Cavaco Silva gewann bereits im ersten Wahlgang und wurde neuer Staatspräsident Portugals. Das Land tritt somit in eine neue Phase der Cohabitation ein, diesmal allerdings mit umgekehrten Vorzeichen: einem konservativen Präsidenten steht ein sozialistischer Ministerpräsident gegenüber.

## Seit 2007: Portugal in der internationalen Finanzkrise
Die Lage änderte sich einschneidend im Gefolge der internationalen Finanzkrise, die Portugal zunehmend erfasste. José Socrátes entschloss sich, die Hilfe der EU zu erbitten und 2011 dem Parlament einen Sparkurs vorzuschlagen. Sein Antrag, verbunden mit der Vertrauensfrage, wurde jedoch von der Oppositionsmehrheit abgelehnt, sodass er zurücktreten musste. Es fanden Neuwahlen statt, bei denen das PSD die relative Mehrheit erreichte. Es ging eine Koalition mit dem CDS ein und Pedro Passos Coelho wurde zum Premierminister gewählt. Er bestätigte die Vereinbarungen seines Vorgängers mit der EU und begann mit einer konsequenten Umsetzung des Spar- und Sanierungsplans, der von einer „Troika“ aus EU, EZB und IWF ausgearbeitet worden war.
Am 4. Oktober 2015 stattgefundenen Parlamentswahl verlor die Regierung unter Premierminister Passos Coelho die absolute Mehrheit und kam nur auf 107 von 230 möglichen Mandaten. Dennoch beauftragte ihn Staatspräsident Aníbal Cavaco Silva mit der Bildung einer Minderheitsregierung. Diese scheiterte elf Tage nach ihrer Vereidigung am 10. November 2015 durch die Ablehnung des Regierungsprogramms im Parlament. Mit Sozialisten, Kommunisten und dem marxistischen Linksblock stimmten insgesamt 123 von 230 Abgeordneten gegen Passos Coelhos Sparprogramm.
Vom 26. November 2015 bis zum 21. März 2024 führte António Costa von der Sozialistischen Partei die Regierung. Er brach mit dem Austeritätskurs seiner Vorgänger und setzte darauf, die Wirtschaft durch eine steigende Binnennachfrage zu beleben: Entgegen den Vorgaben der EU wurden die Kürzungen von Renten und Familienbeihilfe rückgängig gemacht, der Mindestlohn zweimal erhöht und die Privatisierung der Infrastruktur gestoppt. Trotz Abstufung durch die drei großen Ratingagenturen war diese Politik erfolgreich: Die Staatsverschuldung konnte über Plan gesenkt werden, da die Arbeitslosigkeit sank und das Wirtschaftswachstum über dem EU-Durchschnitt lag.
Am 24. Januar 2016 wurde Marcelo Rebelo de Sousa (PSD) zum Staatspräsidenten gewählt.
Nach der Parlamentswahl 2024 wurde am 21. März 2024 der konservative Luís Montenegro portugiesischer Premierminister.